# Vansta säteri

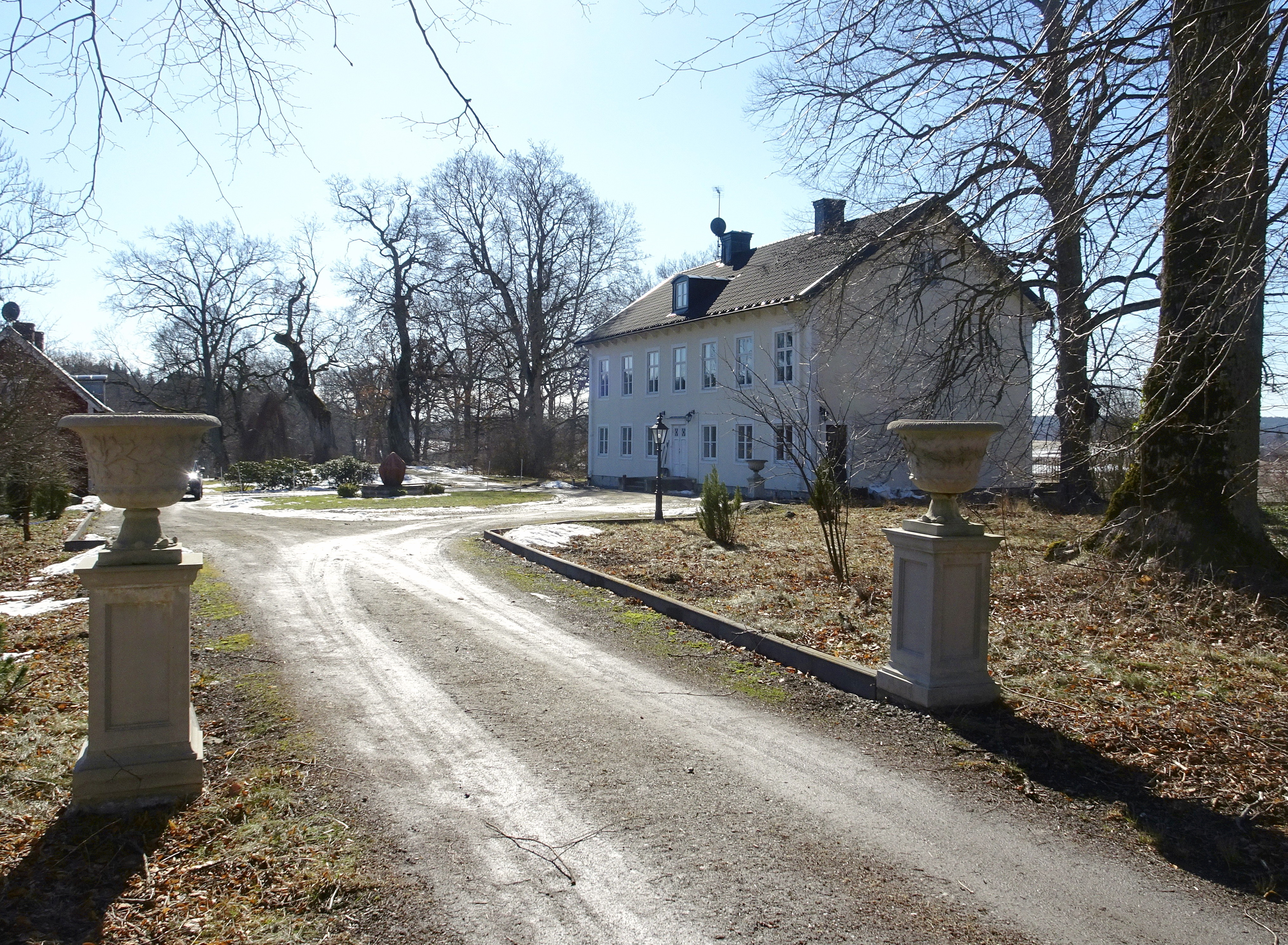
Vanstads huvudbyggnad i mars 2018.

Vansta (äldre form Wanstad) är en herrgård och ett tidigare säteri i Ösmo socken, nuvarande Nynäshamns kommun, Stockholms län. Gården ligger vid östra sidan av den numera nästan igenvuxna sjön Östra Styran och omnämns redan på 1280-talet. På Vansta byggde ingenjören och uppfinnaren Christopher Polhem sin första klockverkstad. Öster om Vansta passerar Sörmlandsleden.

## Historik

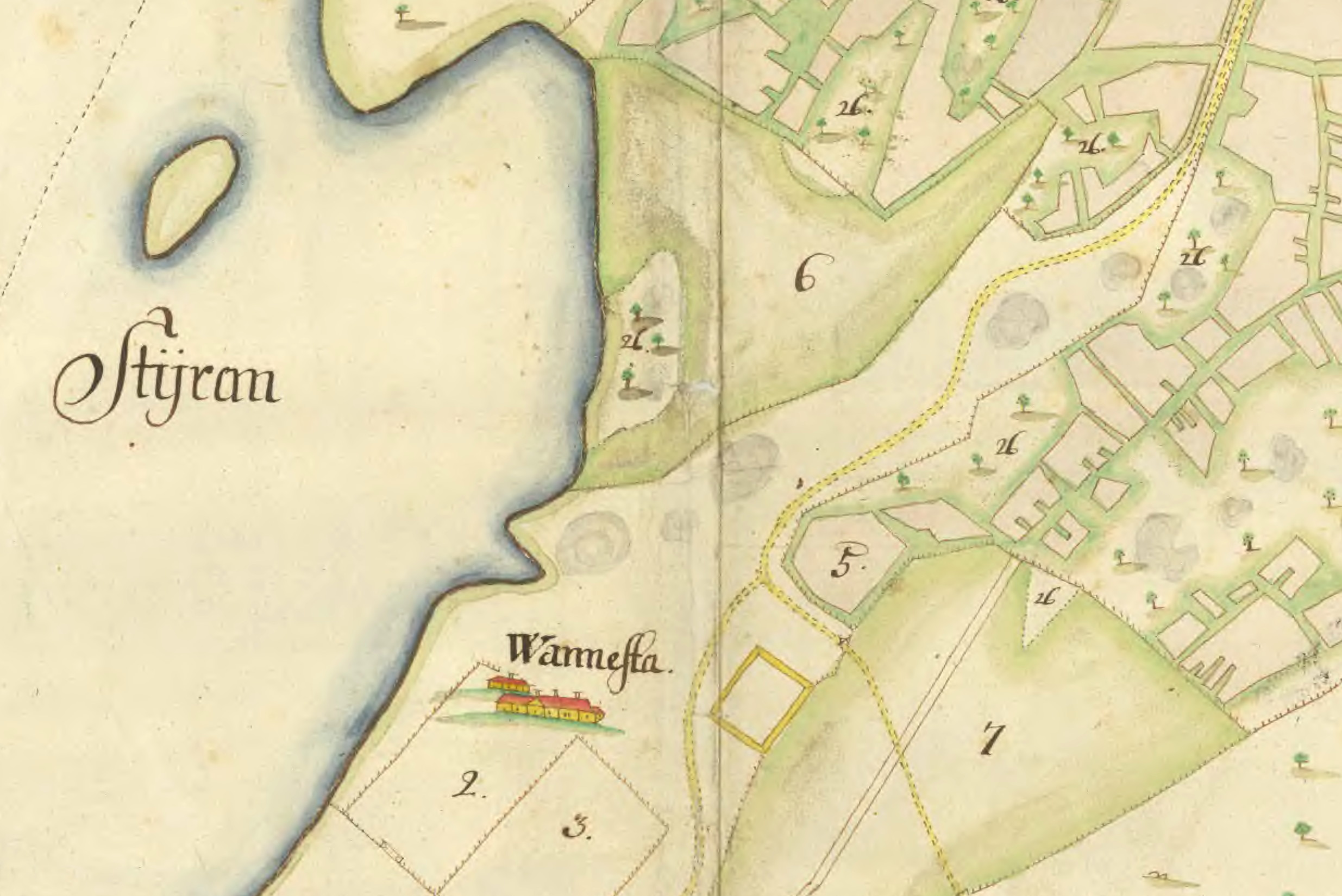
"Wannesta" 1701.

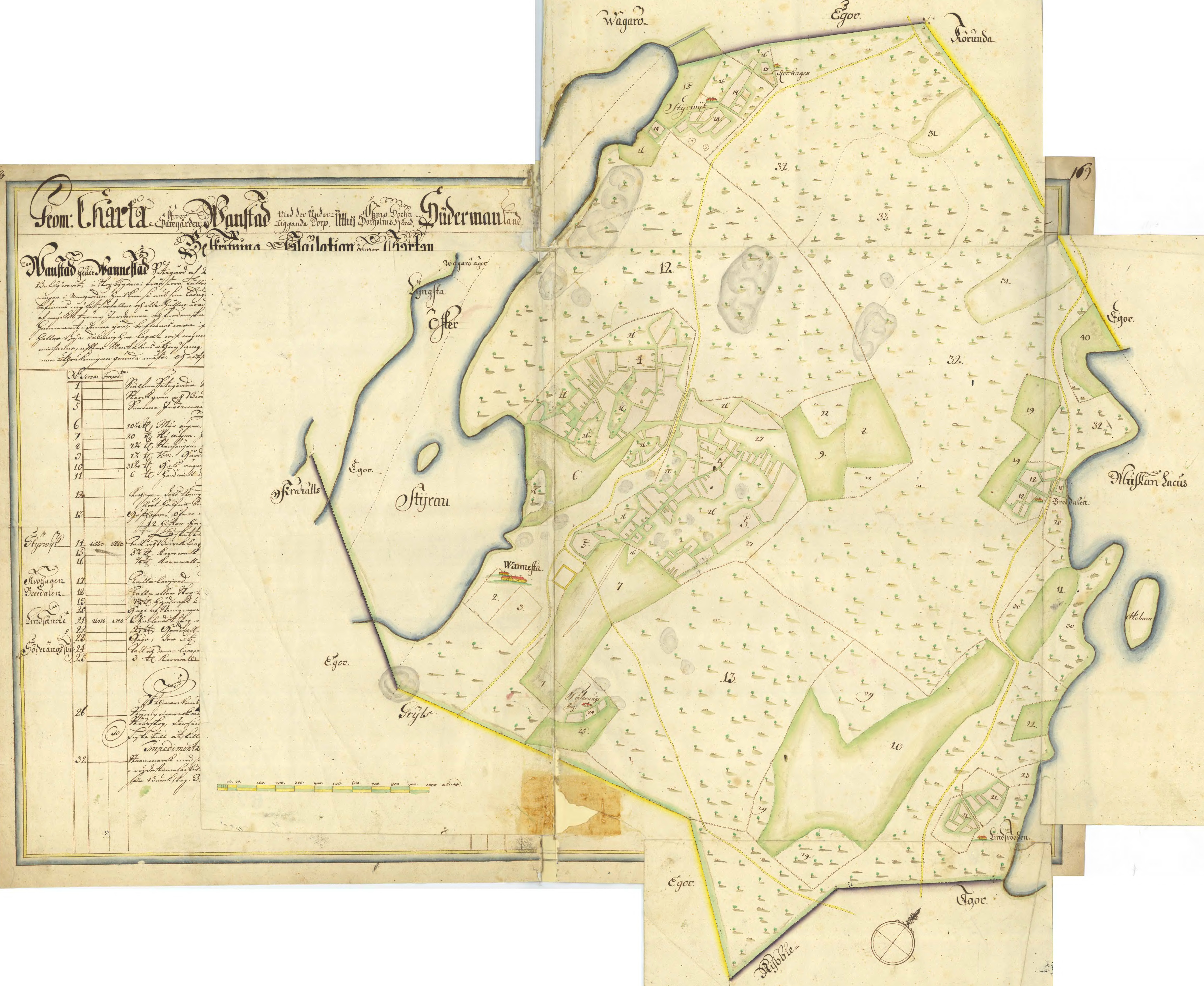
Karta över sätesgården Wanstad, 1701.

Trakten kring Vansta visar talrika spår av forntida mänsklig aktivitet. Strax söder om dagens huvudbyggnad återfinns ett stort gravfält från järnåldern. Vansta omnämns redan på 1280-talet som Jn vansta respektive Wanstum. Nära gården finns även runstenen Södermanlands runinskrifter 254 som dock inte står på sin ursprungliga plats.
Corps de logi med sina ekonomibyggnader ligger vid Östra Styrans östra strand och egendomen sträckte sig från tomtgränsen mitt i Styran mot nordost upp till sjön Muskan. Idag skär länsväg 225 rakt genom området. Egendomen förvärvades på 1650-talet från kronan dels av Seved Bååth, dels av Mathias Biörenclou. Den senares änka, Margareta Wallenstedt, ärvde gården och tog den då bara 14-årige Christopher Polhem med sig hit. Polhem skulle stanna i elva år på Vansta och kom att arbeta bland annat som skrivare och fogde på gården. Omkring 16 år gammal byggde Polhem en verkstad på Vansta och började tillverka urverk och andra maskiner. Han har en väg uppkallat efter sig i småhusområdet i västra Ösmo.
År 1772 tillhörde Vansta kammarherren Hildebrand och 1850 läkaren Wilhelm Samuel Nerman (1795–1865), som var kunglig livmedikus. 1866 övergick egendomen till hans arvingar. 1879 exproprierades mark för anläggandet av Nynäsbanan. På 1880-talet beskrivs Vansta som ett frälse-säteri om 3 ²/₃ mantal. Från och med 1889 ägdes Vansta av friherren Erik Osvald Toll (född 1823) han avled där den 25 mars 1913. Under hans tid började 1903 marken avstyckas för villabebyggelse med början kring järnvägsstationen. Nuvarande huvudbyggnad och de stora stall- och ekonomibyggnaderna tillkom kring sekelskiftet 1900 när Toll var ägare.

## Gården under Barkman

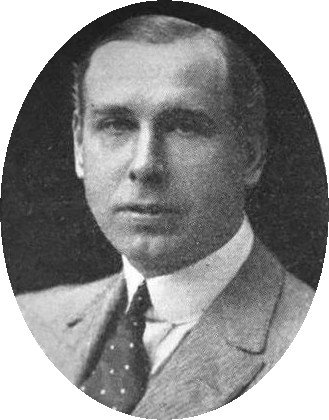
Björn Barkman.

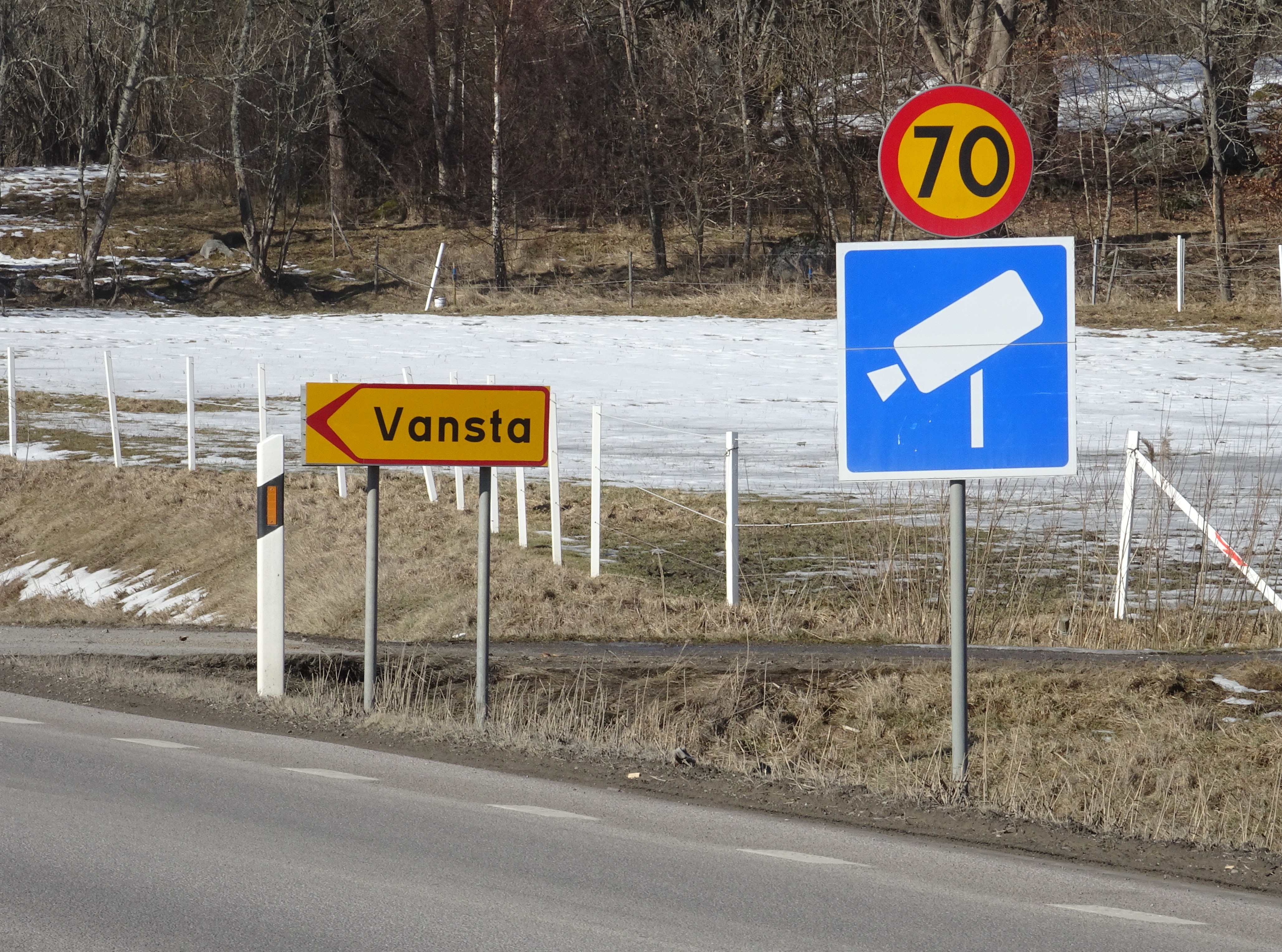
Vägskylt vid Länsväg 225.

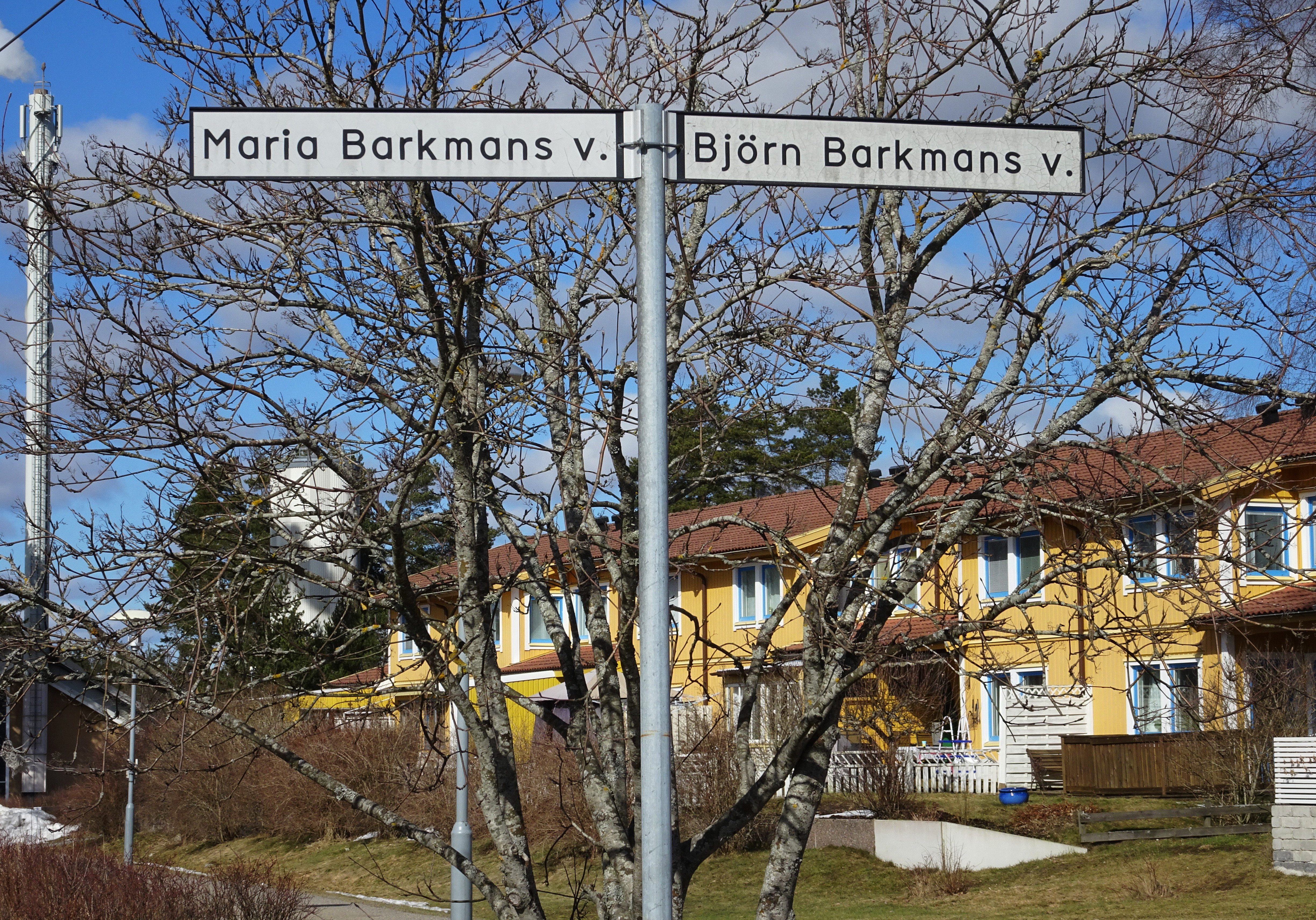
Maria och Björn Barkmans väg i Ösmo.

Efter Toll ägdes Vansta av affärsmannen Björn Barkman som även innehade gårdarna Körunda och Mellanberg. Under Barkmans tid blev Körunda en gemensam beteckning för de tre gårdarna och känt för sin uppfödning av främst ardennerhästar och tjurar. Björn Barkman var gift med Maria Ahren (1886–1963) och en del av deras förmögenhet avsattes till en stiftelse, Maria & Björn Barkmans stiftelse, vars ändamål är att främja stiftelsen Sophiahemmets verksamhet.
År 1967 köpte Ösmo landskommun Vansta gårds och Körunda säteriets landområden av Barkman. Affären omfattade 2 000 tunnland mark (motsvarande drygt 800 hektar), som senare skulle bli mycket betydelsefull för tätorten Ösmo möjlighet att växa. Själva huvudbyggnaden behölls dock av Barkman, som avled här den 29 mars 1972. 
Hans son Rolf Barkman (1910–1999) specialiserade sig på uppfödning av travhästar. Han lät även anlägga en övningsbana för travhästar strax norr om länsvägen (numera borttagen). År 1998 bildades Vanstastiftelsen av Sorunda ridklubb med uppgift att främja ridsporten. Ridklubben har sedan 1993 sina lokaler och sin ridanläggning i Vanstas gamla ekonomibyggnader.
Vansta och familjen Barkman har varit avgörande för Ösmos utveckling. En del av gårdens mark stadsplanerades på 1960-talet av dåvarande stadsarkitekten i Ösmo landskommun, arkitekt Åke Janson och blev småhusområdet Vansta 5:2 i västra Ösmo. 
Flera av Vanstas tidigare ägare samt även Christopher Polhem har vägar uppkallade efter sig i detta område:
- Björnclous väg
- Nermans väg
- Tolls väg
- Björn Barkmans väg
- Maria Barkmans väg
- Polhems väg

## Bilder

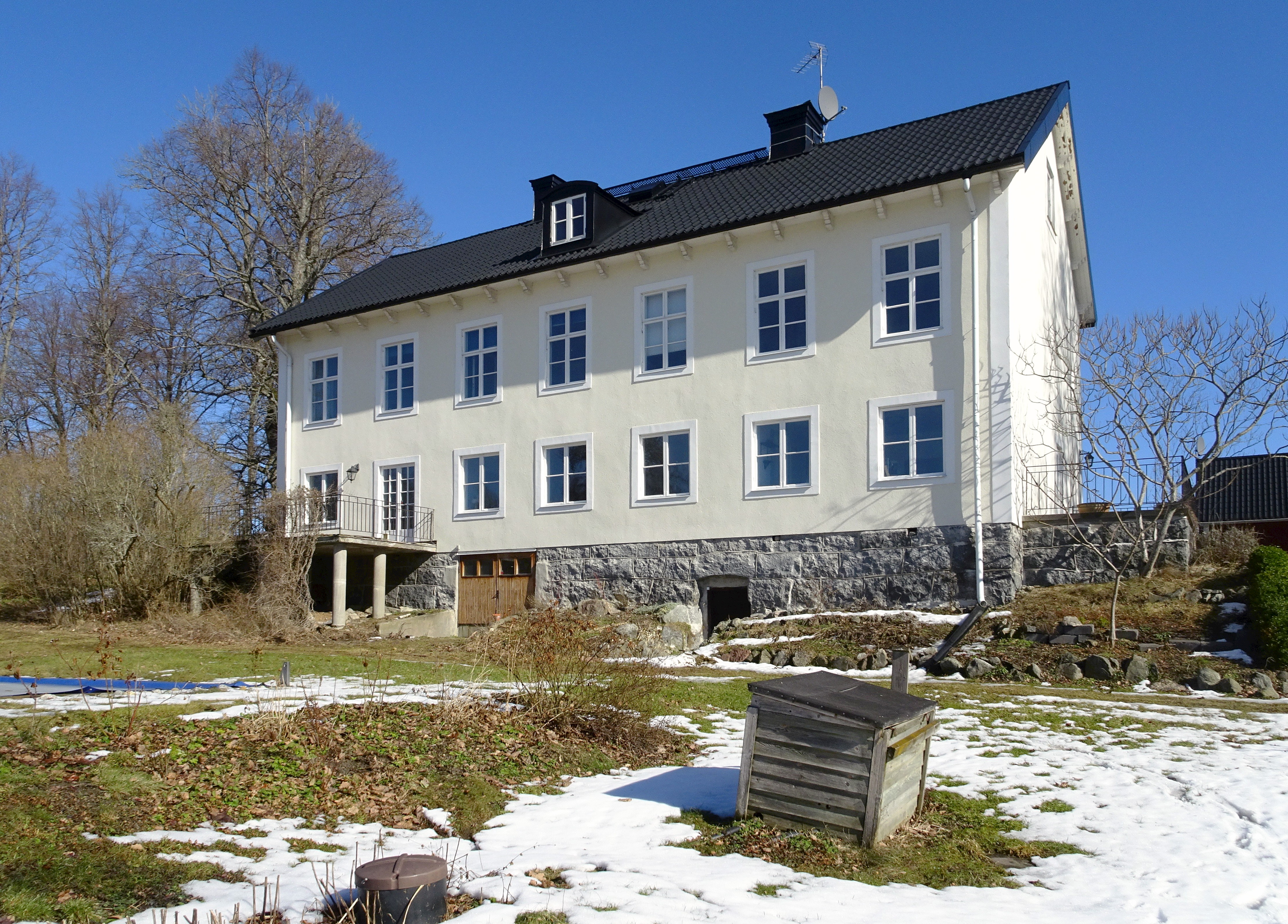
Huvudbyggnaden, sjösidan.
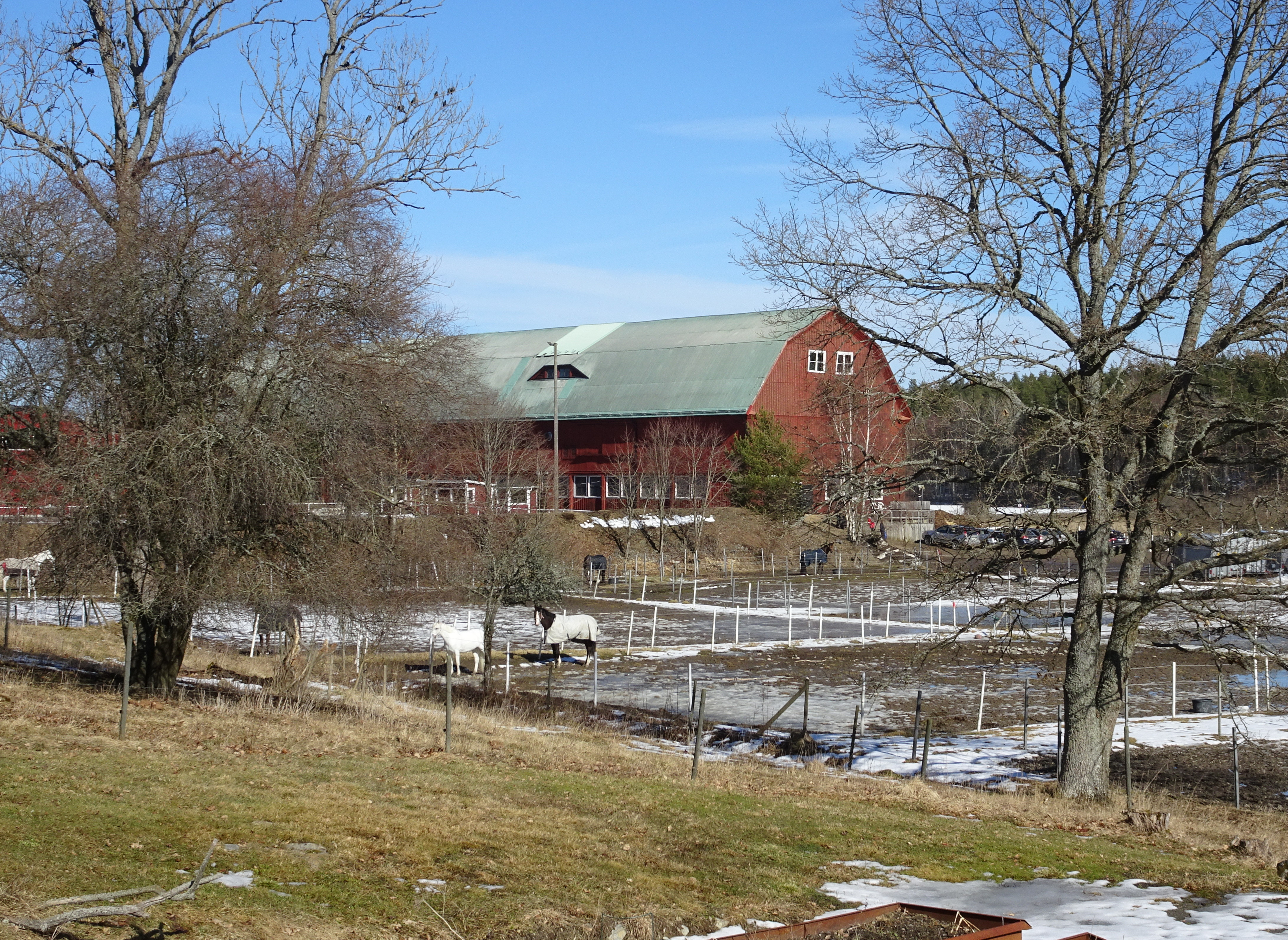
Stora ladan med hästhagar.
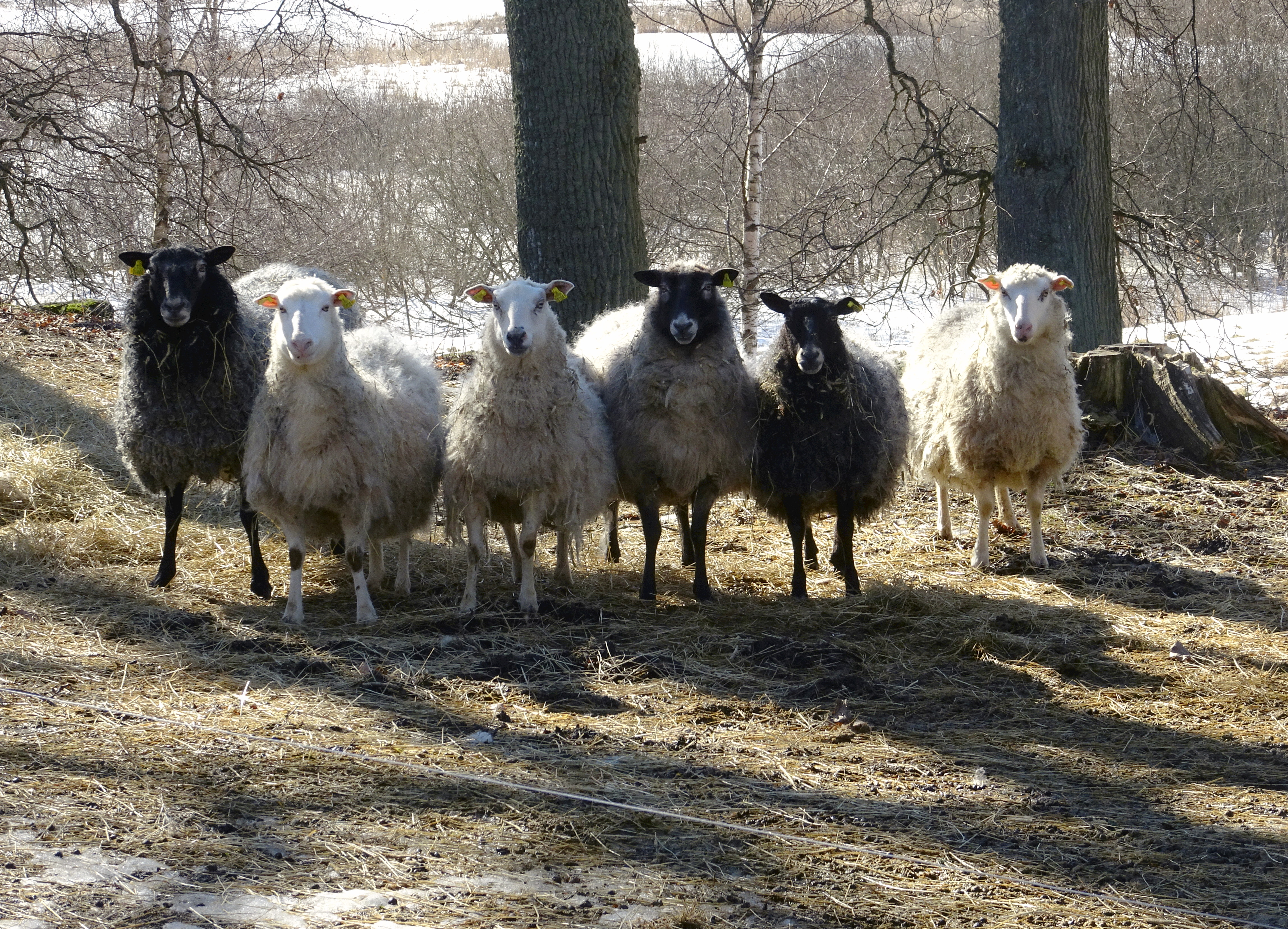
Några av gårdens får.
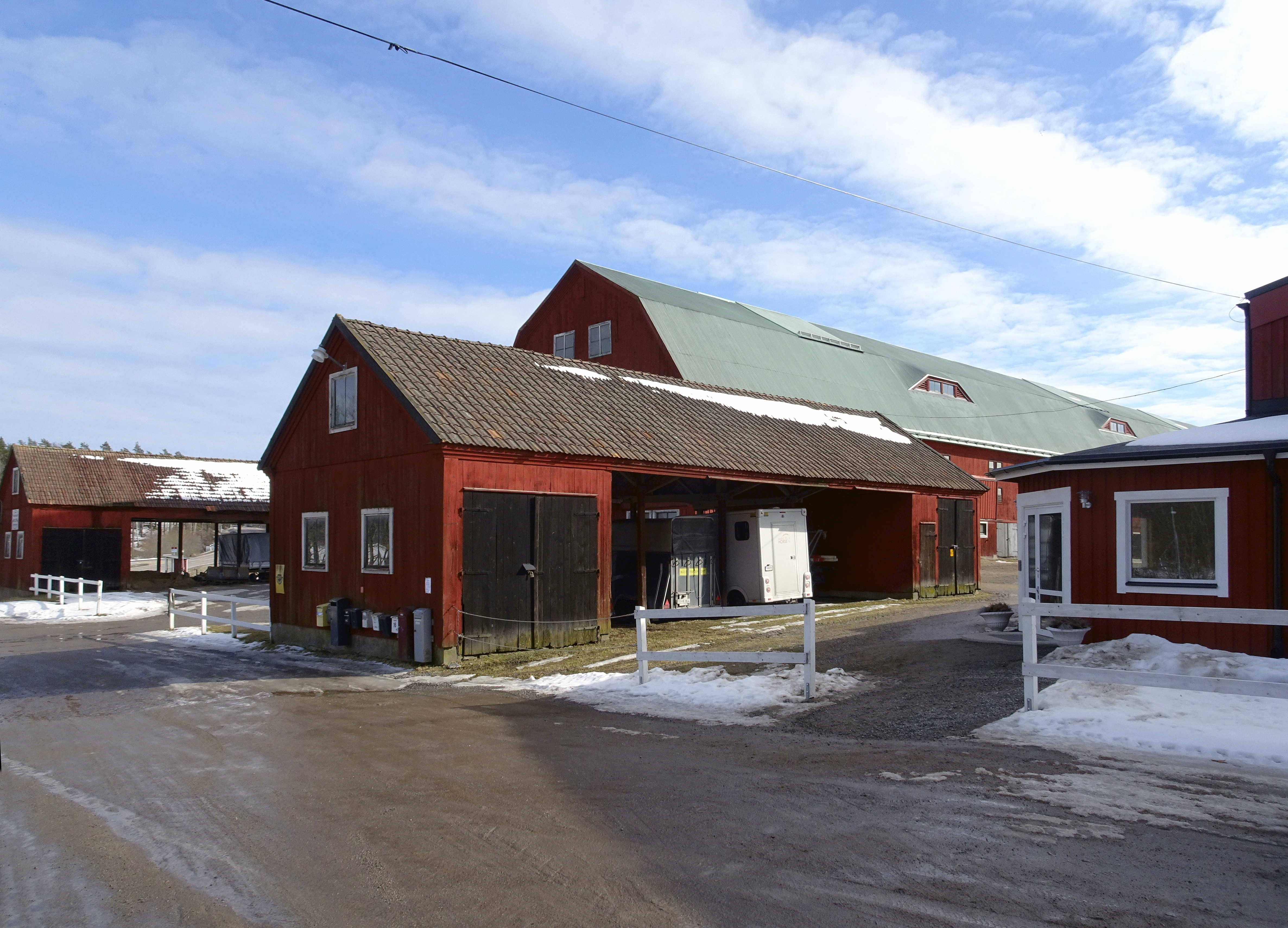
Infart till Sorunda ridklubb.
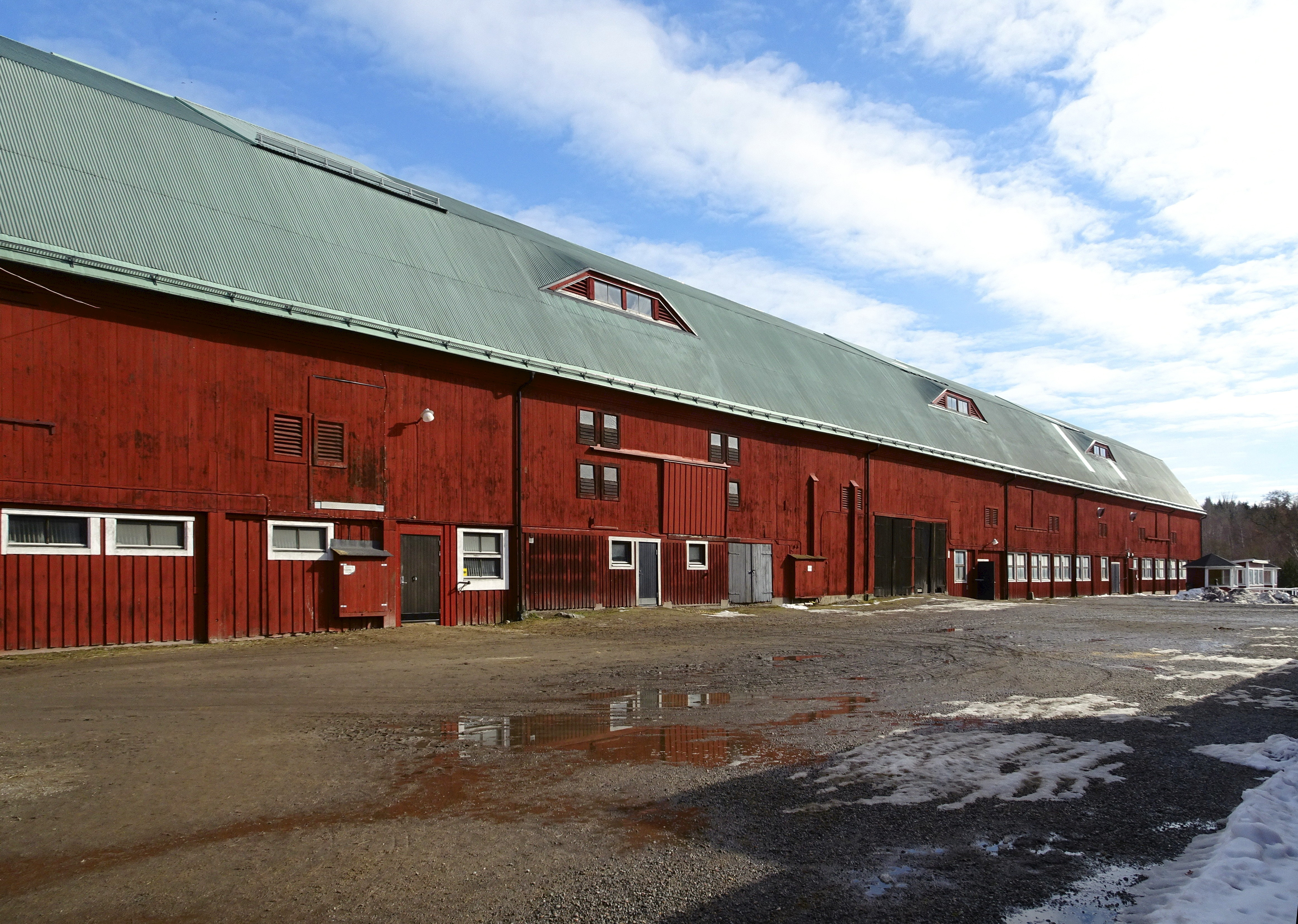
Stora ladan, idag ridstall.